# لويس كوبيلا
لويس كوبيلا (بالإسبانية: Luis Cubilla)‏ (مواليد 28 مارس 1940) هو لاعب كرة قدم. يلعب مع منتخب الأوروغواي لكرة القدم. سبق له أن لعب في كأس العالم لكرة القدم مع منتخب بلاده.

## روابط خارجية
- لويس كوبيلا على موقع الاتحاد الدولي (مؤرشف)  (الإنجليزية)
- لويس كوبيلا على موقع الاتحاد الأوربي (الإنجليزية)
- لويس كوبيلا على موقع قاعدة بيانات كرة القدم.إي يو (الإنجليزية)
- لويس كوبيلا على موقع ناشيونال فوتبول تيمز (الإنجليزية)